# استان هوانگهه (ادعای جمهوری کره)
استان هوانگهه (به کره‌ای: 황해도) یک استان مورد ادعا توسط دولت جمهوری کره در کره شمالی است.
این واحد اداری، شامل اراضی دو استان هوانگهه شمالی و هوانگهه جنوبی در جمهوری دموکراتیک خلق کره (کره شمالی) می‌شود. هدف از وجود این‌چنین استانِ ادعایی، پیشبرد ادعای دولت جمهوری کره بر کل شبه‌جزیره کره، و آماده داشتن ساختار و نظام قانونی برای اعمال حاکمیت بر این اراضی در صورت اتحاد دو کره تحت تابعیت متلق دولت جمهوری کره می‌باشد.